# モレーン湖
モレーン湖（モレーンこ、英語: Moraine Lake）は、カナダ･アルバータ州のレイク・ルイーズ近郊、標高1,884mに位置する氷河湖である。バンフ国立公園内にある。面積は0.5km²であり、湖の後方にはかつて20カナダドルの絵柄にも採用された「テンピークス」という10の頂がそびえ立つ。
流出河川はモレーン川で、ボウ川に合流している。
氷河の雪解け水によって形成されるモレーン湖は6月下旬まで満水にならないが、夏のバカンスシーズンにはターコイズブルー（トルコ石の青色）の非常に美しい湖水を満々とたたえ、多くの観光客の心を捉えて離さない。この不思議なまでに青い水は、雪解け水と一緒に流入する氷河によって削り取られた微細な土砂が湖水を浮遊し光が屈折するためであると言われている。
かつては湖の近くの駐車場まで自家用車で向かうのが一般的であったが収容可能台数が少なく渋滞が酷かったこともあり2023年シーズンより上高地のようなマイカー規制が導入され観光客はルイーズ湖の駐車場などからのシャトルバスを利用するようになった。
湖の周辺には数々のトレイル（遊歩道）が整備されているが、グリズリーベアの出現が頻繁にあるため都度閉鎖される。熊との遭遇を避け、熊の生態を保護するためにトレイルは最低6人以上のグループでハイキングするように定められている。
初心者向けの気軽な遊歩道がロックパイルトレイルであり、総延長300m、高低差24mと手ごろな長さであるため多くの観光客が散策を楽しむ。またロックパイルトレイルの終点はカナダでも有数の格好の写真撮影ポイントにもなっており多くの人々がシャッターを切る。
ロックパイルトレイルと同じ始点からはコンソレーション・レイクトレイルがあり、このトレイルは総延長2km、高低差90mある。このトレイルの終点からは、モレーン湖の後ろ半分（奥まったところに位置しておりトレイルを上らないと見ることはできない）を見ることができる。しかし途中道無き道を歩き、さらに大きな岩をよじ登っていかなければならない。
駐車場から程近い湖正面にはロッジが立っており、そこの湖畔にはカヌー用の桟橋がある。そこに別のトレイルの始点があり二股に分かれた後、4つのトレイルに分かれている。

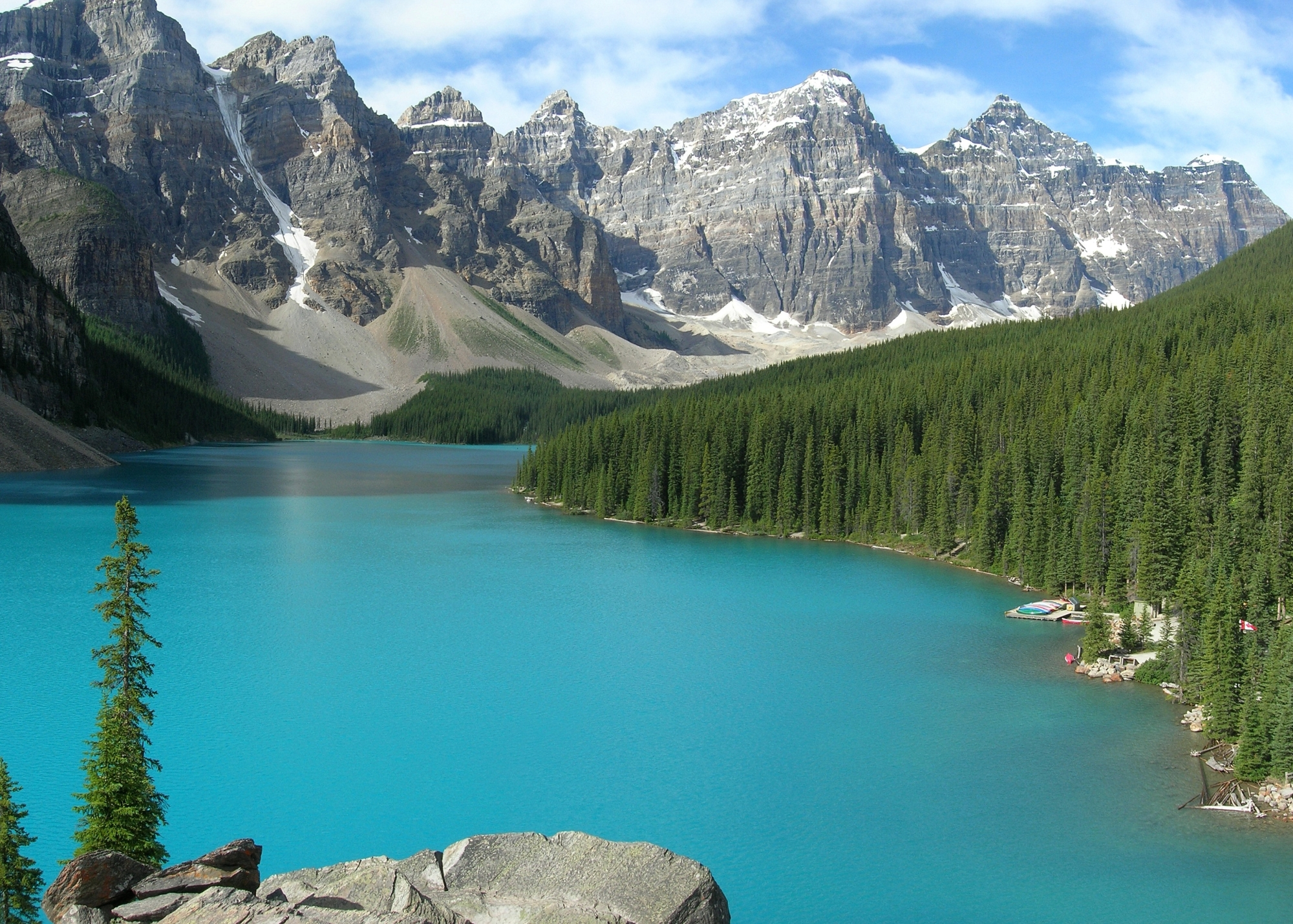